# Liste der Botschafter der Vereinigten Staaten in Marokko
Die Liste der Botschafter der Vereinigten Staaten in Marokko bietet einen Überblick über die Leiter der US-amerikanischen diplomatischen Vertretung in Marokko seit 1906.
Im Protektorat Französisch-Marokko war die US-Regierung durch Konsuln in der internationalen Zone von Tanger beim Sultan von Marokko vertreten. Der US-Konsul von Tanger bildete mit den anderen Generalkonsuln der Signatarmächte der Algeciras-Konferenz die Regierung der internationalen Zone von Tanger.

## 1906–1917: Leiter der US-GesandtschaftinTanger
| Name                 | Titel             | Amtsantritt | Amtsende |
| -------------------- | ----------------- | ----------- | -------- |
| Samuel R. Gummere    | Envoy             | 1906        | 1909     |
| Henry Percival Dodge | Envoy             | 1909        | 1910     |
| Fred W. Carpenter    | Envoy             | 1910        | 1912     |
| Maxwell Blake        | Chargé d’Affaires | 1912        | 1917     |

## 1917–1933: Leiter des US-Generalkonsulatsin Tanger
| Name              | Titel         | Amtsantritt | Amtsende |
| ----------------- | ------------- | ----------- | -------- |
| Maxwell Blake     | Generalkonsul | 1917        | 1922     |
| Joseph M. Denning | Generalkonsul | 1922        | 1924     |
| Maxwell Blake     | Generalkonsul | 1925        | 1933     |

## 1933–1956: Leiter der US-Gesandtschaft in Tanger
| Name                    | Titel             | Amtsantritt | Amtsende |
| ----------------------- | ----------------- | ----------- | -------- |
| Maxwell Blake           | Generalkonsul     | 1933        | 1940     |
| John Campbell White     | Generalkonsul     | 1940        | 1941     |
| J. Rives Childs         | Chargé d’Affaires | 1941        | 1945     |
| Paul H. Alling          | Generalkonsul     | 1945        | 1947     |
| Edwin A. Plitt          | Generalkonsul     | 1947        | 1951     |
| John Carter Vincent     | Generalkonsul     | 1951        | 1953     |
| Joseph C. Satterthwaite | Generalkonsul     | 1953        | 1955     |
| Julius C. Holmes        | Generalkonsul     | 1955        | 1956     |

## Seit 1956: Leiter der US-BotschaftinRabat
| Name                    | Titel             | Amtsantritt | Amtsende |
| ----------------------- | ----------------- | ----------- | -------- |
| William J. Porter       | Chargé d’Affaires | 1956        | 1956     |
| Cavendish W. Cannon     | Botschafter       | 1956        | 1958     |
| Charles Woodruff Yost   | Botschafter       | 1958        | 1961     |
| Philip Bonsal           | Botschafter       | 1961        | 1962     |
| John H. Ferguson        | Botschafter       | 1962        | 1964     |
| Henry J. Tasca          | Botschafter       | 1965        | 1969     |
| Stuart W. Rockwell      | Botschafter       | 1970        | 1973     |
| Robert G. Neumann       | Botschafter       | 1973        | 1976     |
| Robert Anderson         | Botschafter       | 1976        | 1978     |
| Richard Bordeaux Parker | Botschafter       | 1978        | 1979     |
| Angier Biddle Duke      | Botschafter       | 1979        | 1981     |
| Joseph Verner Reed, Jr. | Botschafter       | 1981        | 1985     |
| Thomas Anthony Nassif   | Botschafter       | 1985        | 1988     |
| Michael Ussery          | Botschafter       | 1988        | 1991     |
| Frederick Vreeland      | Botschafter       | 1991        | 1993     |
| Marc Ginsberg           | Botschafter       | 1994        | 1997     |
| Gary S. Usrey           | Chargé d’Affaires | 1997        | 1998     |
| Edward M. Gabriel       | Botschafter       | 1998        | 2001     |
| Margaret D. Tutwiler    | Botschafter       | 2001        | 2003     |
| Thomas T. Riley         | Botschafter       | 2004        | 2009     |
| Samuel Louis Kaplan     | Botschafter       | 2009        | 2013     |
| Matthew Lussenhop       | Chargé d’Affaires | 2013        | 2014     |
| Dwight L. Bush          | Botschafter       | 2014        | 2017     |
| Stephanie Miley         | Chargé d’Affaires | 2017        | 2019     |
| David Greene            | Chargé d’Affaires | 2019        | 2020     |
| David T. Fischer        | Botschafter       | 2020        | 2021     |
| David Greene            | Chargé d’Affaires | 2021        | 2022     |
| Aimee Cutrona           | Chargé d’Affaires | 2022        | 2022     |
| Puneet Talwar           | Botschafter       | 2022        |          |